# Saison ABA 1970-1971
La quatrième saison de l’American Basketball Association est jouée en 1970-71. Du 14 octobre au 4 avril, les onze équipes engagées dans cette première saison ont joué chacune 84 matchs. Les playoffs ont conduit en finale les Utah Stars contre les Kentucky Colonels, l'équipe de l'Utah remportant la victoire 4 matchs à 3,. Pour la première fois depuis le début de l'association, les champions en titre, en l'occurrence les Indiana Pacers, ne déménagent pas avant le début de la saison. C'est également la première fois que la meilleure équipe de la saison régulière, toujours les Pacers, ne parviennent pas à remporter la finale des play-offs. Ils sont alors éliminés par les Stars en finale de division.

## Saison régulière

### Classements
| Champion de division | Qualifié pour les playoffs |

 W = victoires, L = défaites, PCT = pourcentage de victoires, GB = retard (en nombre de matchs)
| Équipe             | W  | L  | PCT    | GB |
| ------------------ | -- | -- | ------ | -- |
| Virginia Squires   | 55 | 29 | 65,5 % | -  |
| Kentucky Colonels  | 44 | 40 | 52,4 % | 11 |
| New York Nets      | 40 | 44 | 47,6 % | 15 |
| The Floridians     | 37 | 47 | 44,0 % | 18 |
| Pittsburgh Condors | 36 | 48 | 42,9 % | 19 |
| Carolina Cougars   | 34 | 50 | 40,5 % | 21 |

| Équipe           | W  | L  | PCT    | GB |
| ---------------- | -- | -- | ------ | -- |
| Indiana Pacers   | 58 | 26 | 69,0 % | -  |
| Utah Stars       | 57 | 27 | 67,9 % | 1  |
| Memphis Pros     | 41 | 43 | 48,8 % | 17 |
| Texas Chaparrals | 30 | 54 | 35,7 % | 28 |
| Denver Rockets   | 30 | 54 | 35,7 % | 28 |

### Meilleurs joueurs
| Catégorie                  | Joueur          | Équipe            | Statistique |
| -------------------------- | --------------- | ----------------- | ----------- |
| Points par match           | Dan Issel       | Kentucky Colonels | 29,9        |
| Rebonds par match          | Mel Daniels     | Indiana Pacers    | 18          |
| Passes décisives par match | Bill Melchionni | New York Nets     | 8,3         |
| % aux tirs                 | Zelmo Beaty     | Utah Stars        | 55,4 %      |
| % aux lancers francs       | Mike Butler     | Utah Stars        | 91,1 %      |
| % à 3-points               | George Lehmann  | Carolina Cougars  | 40,3 %      |

### Joueurs récompensés
- Rookie de l'année : Dan Issel (Kentucky Colonels) et Charlie Scott (Virginia Squires)
- MVP de l'année : Mel Daniels (Indiana Pacers)
- Entraîneur de l'année : Al Bianchi (Virginia Squires)
- MVP des playoffs : Zelmo Beaty (Utah Stars)

- All-ABA First Team:
  - Roger Brown, Indiana Pacers
  - Rick Barry, New York Nets
  - Mel Daniels, Indiana Pacers
  - Mack Calvin, The Floridians
  - Charlie Scott, Virginia Squires
- All-ABA Second Team:
  - John Brisker, Pittsburgh Condors
  - Joe Caldwell, Carolina Cougars
  - Zelmo Beaty, Utah Stars (ex æquo)
  - Dan Issel, Kentucky Colonels (ex æquo)
  - Donnie Freeman, Texas Chaparrals
  - Larry Cannon, Denver Rockets
- All-Rookie Team:
  - Joe Hamilton, Texas Chaparrals
  - Wendell Ladner, Memphis Pros
  - Dan Issel, Kentucky Colonels
  - Samuel Robinson, The Floridians
  - Charlie Scott, Virginia Squires

## Play-offs

### Règlement
Au premier tour et pour chaque division, l'équipe classée numéro 1 affronte l'équipe classée numéro 4 et la numéro 2 la 3. Une équipe doit gagner quatre matchs pour remporter une série de play-offs, avec un maximum de sept matchs par série.

### Arbre de qualification
|  | Division demi-finales | Division demi-finales | Division demi-finales | Division demi-finales |    |                  | Division finales | Division finales | Division finales | Division finales |  |  | Finale ABA | Finale ABA | Finale ABA | Finale ABA |
|  |                       |                       |                       |                       |    |                  |                  |                  |                  |                  |  |  |            |            |            |            |
|  |                       |                       |                       |                       |    |                  |                  |                  |                  |                  |  |  |            |            |            |            |
|  |                       |                       |                       |                       |    |                  |                  |                  |                  |                  |  |  |            |            |            |            |
|  | 1                     | Indiana Pacers        | 4                     | 4                     |    |                  |                  |                  |                  |                  |  |  |            |            |            |            |
|  | 1                     | Indiana Pacers        | 4                     | 4                     |    |                  |                  |                  |                  |                  |  |  |            |            |            |            |
|  | 3                     | Memphis Pros          | 0                     | 0                     |    |                  |                  |                  |                  |                  |  |  |            |            |            |            |
|  | 3                     | Memphis Pros          | 0                     | 0                     | 1  | Indiana Pacers   | 3                | 3                |                  |                  |  |  |            |            |            |            |
|  |                       |                       |                       |                       | 1  | Indiana Pacers   | 3                | 3                |                  |                  |  |  |            |            |            |            |
|  |                       |                       | 2                     | Utah Stars            | 4  | 4                |                  |                  |                  |                  |  |  |            |            |            |            |
|  | 4                     | Texas Chaparrals      | 2                     | Utah Stars            | 4  | 4                | 0                | 0                |                  |                  |  |  |            |            |            |            |
|  | 4                     | Texas Chaparrals      |                       |                       |    |                  |                  | 0                |                  |                  |  |  |            |            |            |            |
|  | 2                     | Utah Stars            | 4                     | 4                     |    |                  |                  |                  |                  |                  |  |  |            |            |            |            |
|  | 2                     | Utah Stars            | 4                     | 4                     | O2 | Utah Stars       | 4                | 4                |                  |                  |  |  |            |            |            |            |
|  |                       |                       |                       |                       | O2 | Utah Stars       | 4                | 4                |                  |                  |  |  |            |            |            |            |
|  |                       |                       | E2                    | Kentucky Colonels     | 3  | 3                |                  |                  |                  |                  |  |  |            |            |            |            |
|  | 1                     | Virginia Squires      | E2                    | Kentucky Colonels     | 3  | 3                | 4                | 4                |                  |                  |  |  |            |            |            |            |
|  | 1                     | Virginia Squires      |                       |                       |    |                  |                  |                  |                  |                  |  |  |            |            |            |            |
|  | 3                     | New York Nets         | 2                     | 2                     |    |                  |                  |                  |                  |                  |  |  |            |            |            |            |
|  | 3                     | New York Nets         | 2                     | 2                     | 1  | Virginia Squires | 2                | 2                |                  |                  |  |  |            |            |            |            |
|  |                       |                       |                       |                       | 1  | Virginia Squires | 2                | 2                |                  |                  |  |  |            |            |            |            |
|  |                       |                       | 2                     | Kentucky Colonels     | 4  | 4                |                  |                  |                  |                  |  |  |            |            |            |            |
|  | 4                     | The Floridians        | 2                     | Kentucky Colonels     | 4  | 4                | 2                | 2                |                  |                  |  |  |            |            |            |            |
|  | 4                     | The Floridians        |                       |                       |    |                  |                  | 2                |                  |                  |  |  |            |            |            |            |
|  | 2                     | Kentucky Colonels     | 4                     | 4                     |    |                  |                  |                  |                  |                  |  |  |            |            |            |            |
|  | 2                     | Kentucky Colonels     | 4                     | 4                     |    |                  |                  |                  |                  |                  |  |  |            |            |            |            |
|  |                       |                       |                       |                       |    |                  |                  |                  |                  |                  |  |  |            |            |            |            |

13 260 fans ont assisté au septième et dernier match de la finale le 18 mai 1971. Après la victoire 131-121 des Stars, le parquet a été envahi par la foule qui fait alors la fête à ses joueurs pendant 20 minutes, portant en triomphe Willie Wise et Zelmo Beaty, ce dernier étant nommé MVP des playoffs.